# Вадбольский, Иван Михайлович
Князь Ива́н Миха́йлович Ва́дбольский (1780 — 1839 или 1861) — генерал-лейтенант Русской императорской армии; участник Наполеоновских войн.

## Биография
Родился в 1780 году; был крещён 6 февраля в церкви Вознесения на Царицынской улице в Москве. Происходил из княжеского рода Вадбольских, ветви белозерских Рюриковичей.
По обычаю того времени был зачислен 19 апреля 1790 года сержантом в лейб-гвардии Преображенский полк. В 1796 году явился на действительную службу с переводом 21 ноября в Кавалергардский полк.
Переведённый в 1797 году унтер-офицером в лейб-гвардии Конный полк, он в 1805 году в чине ротмистра участвовал со своим полком в сражении при Аустерлице и получил золотую саблю с надписью «За храбрость».
В 1807 году под Фридландом был ранен и за блестящую атаку его эскадрона 12 августа 1807 года произведён в полковники и 20 мая 1808 года награждён орденом Св. Георгия 4-й степени (№ 1938 по списку Григоровича — Степанова, № 845 по списку Судравского).
| В воздаяние отличного мужества и храбрости, оказанных в сражении 2 июня при Фридланде против французских войск, где с командуемым эскадроном врубился в неприятельскую конницу и произвёл в ней великое поражение. |

20 декабря 1808 года назначен командиром Литовского уланского полка.
В Отечественную войну 1812 года, командуя Мариупольским гусарским полком (с 20 января 1812 года) полковник Вадбольский участвовал с отличием в делах при Ошмянах, Казянах, Бешенковичах, под Витебском и в трёхдневном бою при Смоленске. В Бородинском бою Вадбольский был ранен картечью в голову, но рана не помешала ему участвовать затем в целом ряде боев: при Можайске, Малоярославце, Вязьме, Красном и других; командовал отдельным партизанским отрядом. За отличие в Бородинском сражении был награждён орденом св. Владимира 3-й степени.
В Заграничных походах 1813—1814 годов участвовал в боевых действиях под Бунцлау, Кацбахом, Сен-Дизье, Бриенном; за отличие был произведён 21 мая 1813 года в генерал-майоры. В 1814 году при Ла-Ротьере Вадбольский был ранен палашом в правый бок и 20 января 1814 года награждён орденом Св. Георгия 3-й степени (№ 354).
| В награду за отличное мужество и храбрость, оказанные в сражении против французских войск 17 и 20 января при Бриенне и Ла-Ротьере. |

По завершении войны с Наполеоном был назначен 29 августа 1814 года командиром 1-й бригады 2-й гусарской дивизии, а с декабря 1816 года — начальником 3-й гусарской дивизии.
В 1826 году Вадбольский был переведён в Отдельный Кавказский корпус, где принял участие в войне с Персией, командуя пехотной дивизией, и за отличие при взятии Аббас-Абада был 2 октября 1827 года произведён в генерал-лейтенанты.
В 1828 году Вадбольский сражался против турок и участвовал при штурмах Карса, Ахалкалак и Ахалцыха. За отличие был награждён 16 ноября 1828 года орденом Св. Владимира 2-й степени.
По отзывам современников, И. М. Вадбольский был очень храбрым генералом, но лишённым распорядительности и предприимчивости.
Расстроенное здоровье, вследствие многочисленных походов и ран, не позволило Вадбольскому продолжать службу, и 20 декабря 1833 года он был уволен от службы «за ранами с мундиром и полным пенсионом».
Был женат на Вере Григорьевне Энгельгардт. В 1836 году она умерла в возрасте 33 лет, о чём имеется запись в метрической книге церкви Успения на Могильцах в Москве. Похоронена на кладбище Даниловского монастыря (ЦГАМ. ф. 203, оп. 745, д. 317).

### О смерти
Согласно неопубликованным архивным документам, скончался в 1839 году. В третьей части метрической книги о смерти Преображенской церкви города Епифани, хранящейся в Государственном архиве Тульской области, записано: «Города Епифани уволенный генерал Иоанн Михайлов князь Вадбольский, 62 лет, умер естественно. Погребен того же города [Епифани] в селе Покровском близ церкви», дата смерти/погребения — 26/28 июля 1839 г., № записи — 28 (ф. 3, оп. 15, д. 530, л. 200 об. — 201). Село Покровское Епифанского уезда Тульской губернии имело также второе название — Вадбольское. Этим селом владел брат Ивана Михайловича, Михаил Михайлович Вадбольский. Могила героя Отечественной войны 1812 года должна находиться у Покровской церкви села Покровское Кимовского района Тульской области.
В литературе о И. М. Вадбольском утвердилась точка зрения о его смерти в городе Епифань Тульской губернии в 1861 году и захоронении у церкви в с. Любень Одоевского уезда Тульской губернии, ныне Дубенского района Тульской области. В частности, указание на 1861 год как год смерти И. М. Вадбольского приводится в книгах: «Сборник биографий кавалергардов» (СПб., 1904); Военная энциклопедия Сытина (СПб., 1911).
И. М. Вадбольский действительно владел имением в селе Любень Одоевского уезда Тульской губернии, что проверяется по данным ревизской сказки за 1834 год, но уже в 9-й ревизии за 1850 год владельцем значится племянник Ивана Михайловича — его полный тезка подполковник Иван Михайлович Вадбольский, который будет владельцем имения до конца 1870-х годов.
В роде Вадбольских был ещё один Иван Михайлович, сведения о котором содержатся в издании «Петербургский некрополь». В частности, говорится, что князь Иван Михайлович Вадбольский похоронен на Георгиевском кладбище на Большой Охте.

## Послужной список
В службе:
- 19 (30) апреля 1790 года — в службу вступил сержантом в л.-гв. Преображенской полк;
- 21 ноября (2 декабря) 1796 года — переведён кавалергардом в Кавалергардский полк;
- 11 (22) ноября 1797 года — переведён унтер-офицером в л.-гв. Конный полк;
- 6 (17) февраля 1799 года — пожалован эстандарт-юнкером;
- 1 (12) июня 1799 года — корнетом;
- 29 сентября (11 октября) 1801 года — поручиком;
- 4 (16) сентября 1802 года — штабс-ротмистром;
- 28 декабря 1803 (9 января 1804) года — ротмистром;
- 12 (24) августа 1807 года — полковником;
- 20 декабря 1808 (1 января 1809) года — назначен командиром Литовского уланского полка;
- 20 января (1 февраля) 1812 года — переведён командиром в Мариупольский гусарский полк;
- 21 мая (2 июня) 1813 года — произведён в генерал-майоры;
- 29 августа (10 сентября) 1814 года — назначен командиром 1-й бригады 2-й гусарской дивизии;
- 28 декабря 1816 (9 января 1817) года — назначен начальником 3-й гусарской дивизии
- 26 сентября (8 октября) 1823 года — назначен состоять при кавалерии;
- 28 сентября (10 октября) 1826 года — переведён на службу в Отдельный Кавказский корпус;
- 2 (14) октября 1827 года — за отличие в сражении 5 (17) июля 1827 года, при осаде кр. Аббас-Абада, произведён в генерал-лейтенанты;
- 3 (15) мая 1829 года — по случаю увольнения в отпуск до излечения болезни, от ран происходящей, назначен состоять по кавалерии.

Участие в походах:
- в 1805 году — в Австрии, 20 ноября, при Аустерлице, за что награждён золотой саблей, с надписью «за храбрость»;
- в 1807 году — в Пруссии: 24 и 25 мая, в резерве 1-й дивизии, при преследовании неприятеля до р. Пассарги; 29 — под г. Гейльсбергом; 2 июня, при Фридланде, где ране в шею пулей навылет, за что награждён орденами Св. Георгия 4 кл. и прусским «За достоинство»;
- в 1809 году — в Австрии, в Галиции;
- в 1812 году — участвовал в сражениях: 18 июня, при открытии неприятеля м. Ошмянами; 23 — при удерживании неприятеля на р. Десне, под м. Козянами; 13 июля, под с. Бешенковичами; 25 — под г. Витебском, где за отличие награждён орденом Св. Владимира 3 ст.; с 6 по 9 августа, под г. Смоленском, за отличные подвиги награждён орденом Св. Анны 2 ст.; 17 — при отступлении от г. Вязьмы; 25 — при Бородине, где ранен картечью в голову и за отличие награждён вторично орденом Св. Владимира 3 ст.; 28 — при отступлении от г. Можайска; 6 сентября, под с. Знаменским; с 18 сентября, действовал с порученным ему отрядом, составленном из двух казачьих и одного гусарского полков, для истребления неприятельских партий и мародёров; 29 сентября, был при взятии Верейских укреплений, где за отличие награждён вторично орденом Св. Анны 2 ст. (вторично пожалованные ордена заменены орденом Св. Анны, алмазами украшенным); 13 и 14 октября, под г. Малоярославцем; 22 — под Вязьмой; 24 — под Дорогобужем; 2, 4, 5 и 6 ноября, под г. Красным, где за отличие объявлено Высочайшее благоволение; 14 — под г. Борисовым;
- в 1813 году — за границей, с Мариупольским гусарским полком в сражениях: 6 августа, при м. Лигнице; 7, 8 и 9 — при м. Бунцлау; 14 — при р. Кабахе (за отличие награждён орденом Св. Анны 1 ст.);
- в 1814 году — 15 января, под г. Сен-Дизье; 17 и 18 — при Бриенн-Ле-Шато; 20 — при Ла-Ротьере, где ранен палашом в бравый бок, и за отличные подвиги, в сем деле оказанные, награждён орденом Св. Георгия III класса;
- в 1827 году — с 12 мая по 8 июня, под начальством генерал-адъютанта графа Паскевича-Эриванского, следовал от сборного места, близ с. Шулавера, к монастырю Эчмиадзину;
- в 1827 году — участвовал в Персидской компании:
- в 1828 году — был назначен начальником войск, собранных на турецкой границе, потом находился в походе в Турции, под начальством генерал-адъютанта графа Паскевича-Эриванского, с 15 по 19 июня, к кр. Курсу; с 21 по 22 — был при осаде Карса и 23 — при взятии его штурмом, за что награждён орденом С. Владимира 2 ст.; с 5 по 15 августа, был при осаде и взятии штурмом крепости Ахалцых; 17 — был командирован, с особым отрядом, из крепости Ахалцых к крепости Ацхур и занял эту крепость 18 августа; оставался начальником собранных войск до 1 октября и с ними возвратился в Россию 8 октября.

20 декабря 1833 (1 января 1834) года уволен от службы за ранами, с мундиром и пенсионом полного жалования.

## Память
- Портрет в Военной галерее Зимнего дворца.
- В пос. Дубна Тульской области на аллее Славы знаменитых земляков в августе 2021 года установлена мемориальная доска[6].